# Duvnäs, Vansbro kommun
Duvnäs är en bebyggelse i Vansbro kommun i Dalarnas län. Bebyggelsen klassades mellan 2015 och 2020 samt från 2023 som en del av tätorten Skålö för att 2020 klassas som en separat småort.